# Территориальная прелатура Итайтубы
 Территориальная прелатура Итайтубы  (лат. Territorialis Praelatura Itaitubaënsis) — территориальная прелатура Римско-Католической церкви с центром в городе Итайтуба, Бразилия. Территориальная прелатура Итайтубы входит в митрополию Белен-до-Пара. Кафедральным собором территориальной прелатуры Итайтубы является церковь святой Анны.

## История
6 июля 1988 года Римский папа Иоанн Павел II издал буллу «De peramplis quidem», которой учредил территориальную прелатуру Итайтубы, выделив её из епархия Сантарена.

## Ординарии епархии
- епископ Capistrano Francisco Heim (6.07.1988 — 8.12.2010)
- епископ Wilmar Santin (8.12.2010 — по настоящее время)

## Источник
- Annuario Pontificio, Ватикан, 2005
- Булла De peramplis quidem  (лат.)